# نيلز جنسن
نيلز جنسن هو ربان ‏ دنماركي، ولد في 7 يونيو 1939 في كوبنهاغن في الدنمارك.

## وصلات خارجية
- نيلز جنسن على موقع أوليمبيديا (الإنجليزية)